# Hekuba-díj
A Hekuba-díj (vagy Hecuba-díj) olyan elismerés, amit a Magyar Színész Kamara alapított 1994-ben. Az első díjak átadására az 1994-es "Csepürágó Ünnep" művészgálán került sor.

## A díjról
Az elismerés és a Csepürágó Fesztivál kitalálója Jordán Tamás, a Magyar Színész Kamara (a budapesti MASZK Országos Színészegyesület jogelődje) elnöke (1992-1996 között). 1994-ben, az első ünnepi díjátadáson még a következők szerint határozták meg a díjazottak körét: a Kiváló és Érdemes Művész díjakat pótlandó, négy színművész (két férfi és két nő) kapja, a szakma szigorúan titkos szavazása alapján. Az első díjakat Básti Juli és Lukács Sándor, illetve Bodnár Erika és Benedek Miklós adták át a díjazottaknak 1994. május 28-án, a budapesti Várszínházban.
1997-től a Színházi világnapon (március 27-én), a MASZK Színészkamarai Egyesület gáláján került átadásra.

## Díjazottak
- 1994

Csákányi Eszter
Eszenyi Enikő
Gálffi László
Kovács Lajos
- 1995

Horváth Zsuzsa
Kerekes Éva
Gáspár Tibor
László Zsolt
- 1996

Király Levente
- 1997

Pogány Judit
- 1999

Bertalan Ágnes
Varga Zoltán
- 2000

Hacser Józsa
Mucsi Zoltán